# Chyše (zámek)
Zámek Chyše je hrad přestavěný na zámek ve stejnojmenném městě v Karlovarském kraji. K zámku patří park, který byl založen už v 17. století, a pivovar. Zámek je chráněn jako kulturní památka.

## Historie

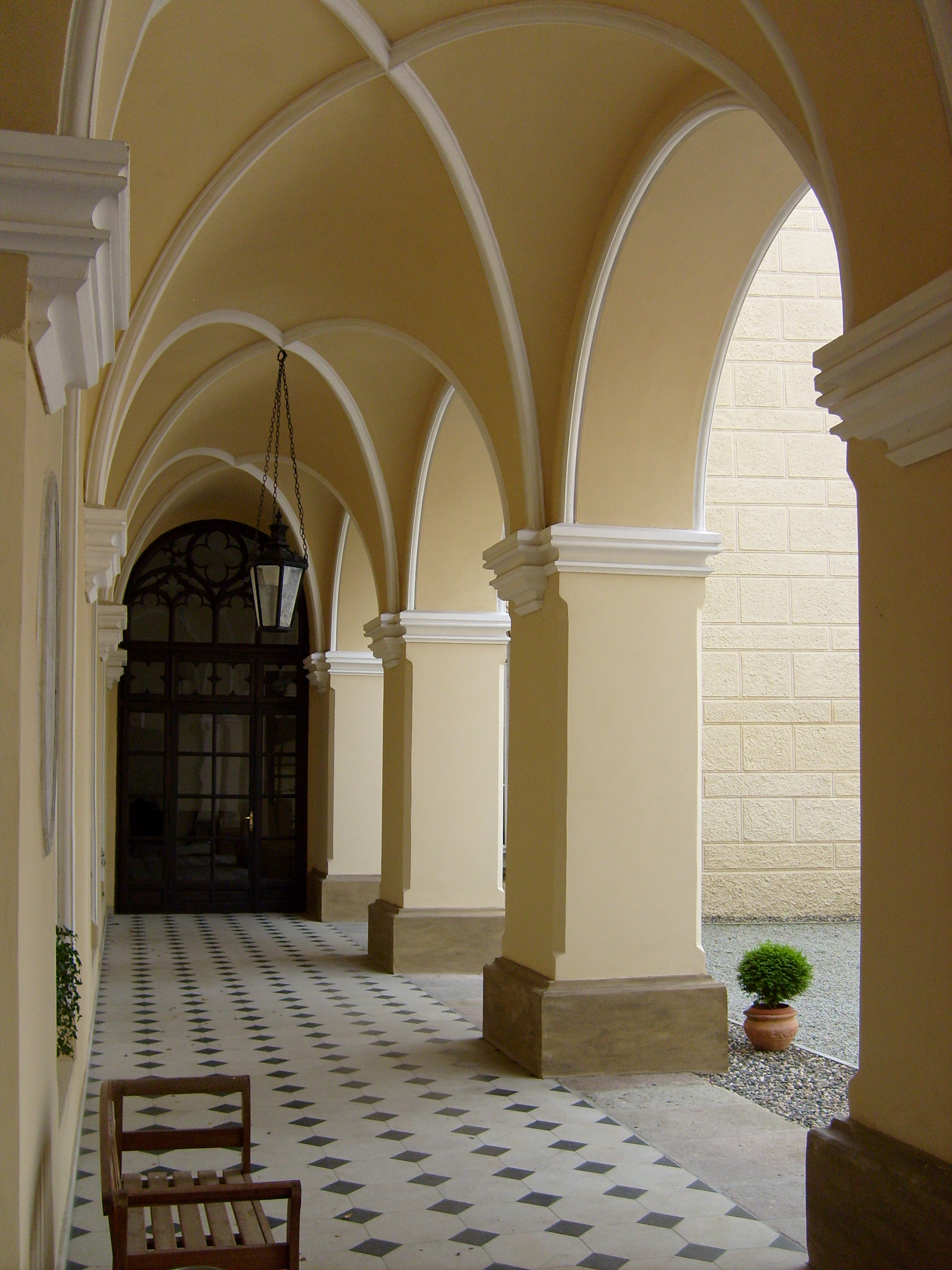
Arkádová chodba

Původně vladycké sídlo a ves, poprvé připomínané v letech 1169–1192 bylo od roku 1254 sídlo rodu Odolenoviců. V letech 1361–1365 byly Chyše s rabštejnským panstvím majetkem královské koruny Karla IV., ale v letech 1370–1378 patřily ke žlutickému panství a od roku 1397 byly v držení bratří Smetánků z Hradišťan. Roku 1422 se Chyší pravděpodobně zmocnil Jindřich z Plavna, po něm je Jan Calta z Kamenné Hory připojil k Rabštejnu. První písemná zmínka o hradu pochází z roku 1473, kdy jej král Vladislav Jagellonský propustil z manství Burianovi II. z Gutštejna.
Burian z Gutštejna opevnil městečko, neobyvatelný hrad nechal obnovit a v roce 1487 založil karmelitánský klášter. Posledním mužským potomkem byl Viktorín z Gutštejna. Sňatkem s jeho dcerou Anežkou získal Mikuláš z Lobkovic roku 1566 její dědictví, zahrnující kromě Chyší též statky Podbořany, Kryry a Lubenec. Mikuláš nechal hrad přestavět na renesanční zámek, avšak už v roce 1579 prodal zámek a město Chyše s vesnicemi Ferdinandu Renšpergerovi z Ronšperka a Držkovic.
Roku 1587 koupila tento majetek Griselda, vdova po Adamovi I. ze Švamberka, rozená z Lobkovic, a po ní ho zdědil její syn Bohuchval Berka z Dubé, na Bělé a Kuřívodách. Ten byl považován za jednoho ze strůjců stavovského povstání z let 1618–1620, proto po prohrané bitvě na Bílé hoře uprchl ze země, v nepřítomnosti byl pak odsouzen k trestu smrti, ztrátě cti a jeho jméno bylo přibito na staroměstskou šibenici. Celý jeho majetek byl zkonfiskován.
V roce 1622 byly Chyše bez odhadu levně prodány císařskému apelačnímu radovi Jiřímu Vilému Michnovi z Vacínova. Rodu Michnů z Vacínova zůstaly Chyše do roku 1664, kdy zadlužený Vilém Bedřich zemřel a jeho majetek koupil v dražbě Vilém Albrecht I. Krakovský z Kolovrat pro svou dceru Annu Ludmilu.
Anna Ludmila Kolovratová-Krakovská se poprvé vdala za Julia Albrechta Kolovrata-Libštejnského, podruhé za Karla Jiřího Václava Michnu z Vacínova (1658-1710), synovce Viléma Bedřicha. Zprvu převzala jen polovinu panství, majitelkou celých Chyší se stala až v roce 1672, když zdědila i druhou polovinu, kterou mezitím získali její otec Vilém Albrecht a strýc Arnošt Abund Kolovrat-Libštejnský. Brzy poté věnovala scelené panství svému manželovi Jiřímu Václavovi.
Ludmila dala přestavět zámek v barokním stylu a za městem na kopci nově postavit kostel Zvěstování Panny Marie s rodinnou hrobkou. Když roku 1718 zemřela, dědil po ní její bratr Jan František Kolovrat-Krakovský a po něm jeho syn Vilém Albrecht a jeho syn Jan Josef. Od něho Chyše roku 1747 za 157 000 zlatých rýnských koupil hrabě Václav Leopold Putz z Breidenbachu. Putzové však panství zadlužili a roku 1766 je koupil v dražbě za 110 400 zlatých rýnských hrabě Prokop Lažanský z Bukové.
Prokop III. pověřil v letech 1856–1858 pražského architekta Ignáce Ullmanna rozsáhlou úpravou zámku ve stylu tehdy moderní tudorovské gotiky a dal tak zámku současnou podobu. Bezdětný Prokop v roce 1868 zemřel a Chyše zdědili synové jeho bratrů Vojtěcha a Leopolda, bývalého moravského místodržitele, Alexandr († 1870) a poté Leopold II. (1854-1891), říšský poslanec za stranu mladočeskou a pak svobodomyslnou. Leopold II. v mládí rád hrál divadlo a v letech 1879-1880 provozoval i na zámku veřejnosti přístupné Hraběcí zámecké divadlo, pro jehož členy dokonce vydal Služební řád.
Roku 1891 se majitelem Chyší stal Leopoldův bratr, Vladimír Lažanský, významný představitel české kulturní a politické scény na přelomu století, mj. prezident Národopisné výstavy českoslovanské v Praze roku 1895. Jeho syn Prokop (IV.) vlastnil velkostatek od roku 1925 až do roku 1945, kdy byl podle Benešových dekretů zestátněn.
Po 2. světové válce přešel zámek do vlastnictví státu. Sídlilo v něm postupně několik státních institucí: ředitelství Státních lesů a statků, letní tábory, škola v přírodě pro děti z uhelných regionů a naposledy Střední zemědělské učiliště s internátem. Prováděly v zámku různé neodborné úpravy, při nichž byla mj. poškozena Brandlova nástropní malba. O zámek se nestaraly, takže v roce 1976 musel být uzavřen, plánovaných oprav se do roku 1989 nedočkal a nastala pouze devastace. Po roce 1990 zámek zakoupila akciová společnost Balnex s projektem lázní, který kvůli havarijnímu stavu konstrukcí, napadených plísní a dřevomorkou ani nezačala. 
Začátkem roku 1996 zchátralý zámek koupil Vladimír Lažanský s manželkou Marcelou. Téhož roku zahájili jeho celkovou obnovu, do níž investovali jednak vlastní kapitál z dosavadního podnikání a k tomu si vzali úvěr u banky. Oprava zámku byla také zařazena do Programu záchrany architektonického dědictví ČR při Ministerstvu kultury. Z fondu tohoto programu byly rovněž poskytovány finanční dotace. 30. května 1999 byla otevřena první zámecká expozice, včetně stálé expozice Karel Čapek a západočeský kraj.
Součástí areálu jsou
- zámecká brána s kovanou mříží a dvěma kamennými lvy-štítonoši
- zámecký park s jezírkem
- trojice barokních soch světců, původně umístěná na cestě ke kostelu. Jsou to: svatý Josef vedoucí dítě Ježíše, svatý Vojtěch s pádlem v levici a svatý Šebestián se čtyřmi šípy v těle.
- hospodářské stavení
- zámecký pivovar vystavěný v letech 1839–1841. Vaření piva však má však v Chyši tradici od roku 1580. Výrobu zámeckého piva Lažanští obnovili po 74 letech v roce 2006. Historické interiéry pivovaru mají klenuté sklepy, klenuté přízemí, v němž je provoz restaurace s pivnicí a v patře pension. Při srpnovém Pivním maratónu je výčep piva také ve dvoře.

## Stavební podoba

### Hrad
Nejstarší panské sídlo mělo podobu kurie. Podoba vrcholně středověkého hradu není jasná, ale dochovaný zámek se pravděpodobně kryje s původním hradním jádrem, které vymezovaly příkopy zasypané při zámeckých přestavbách. Podle stavebně historického průzkumu mělo jádro lichoběžníkový půdorys se dvěma paláci, branskou věží a jinou menší věží. Polygonální věž v severovýchodním nároží pochází až z doby po roce 1841. Z pozdně gotické přestavby realizované v letech 1473–1482 pocházejí tři klíčové střílny v nejnižší úrovni východní věže. U jedné z nich se dochoval trám k zaklesnutí zbraně a dřevěný kryt určený k uzavírání střílny. Kryt je opatřený průzorem, kolečky usnadňujícími manipulaci a zlomkem závory.

### Zámek

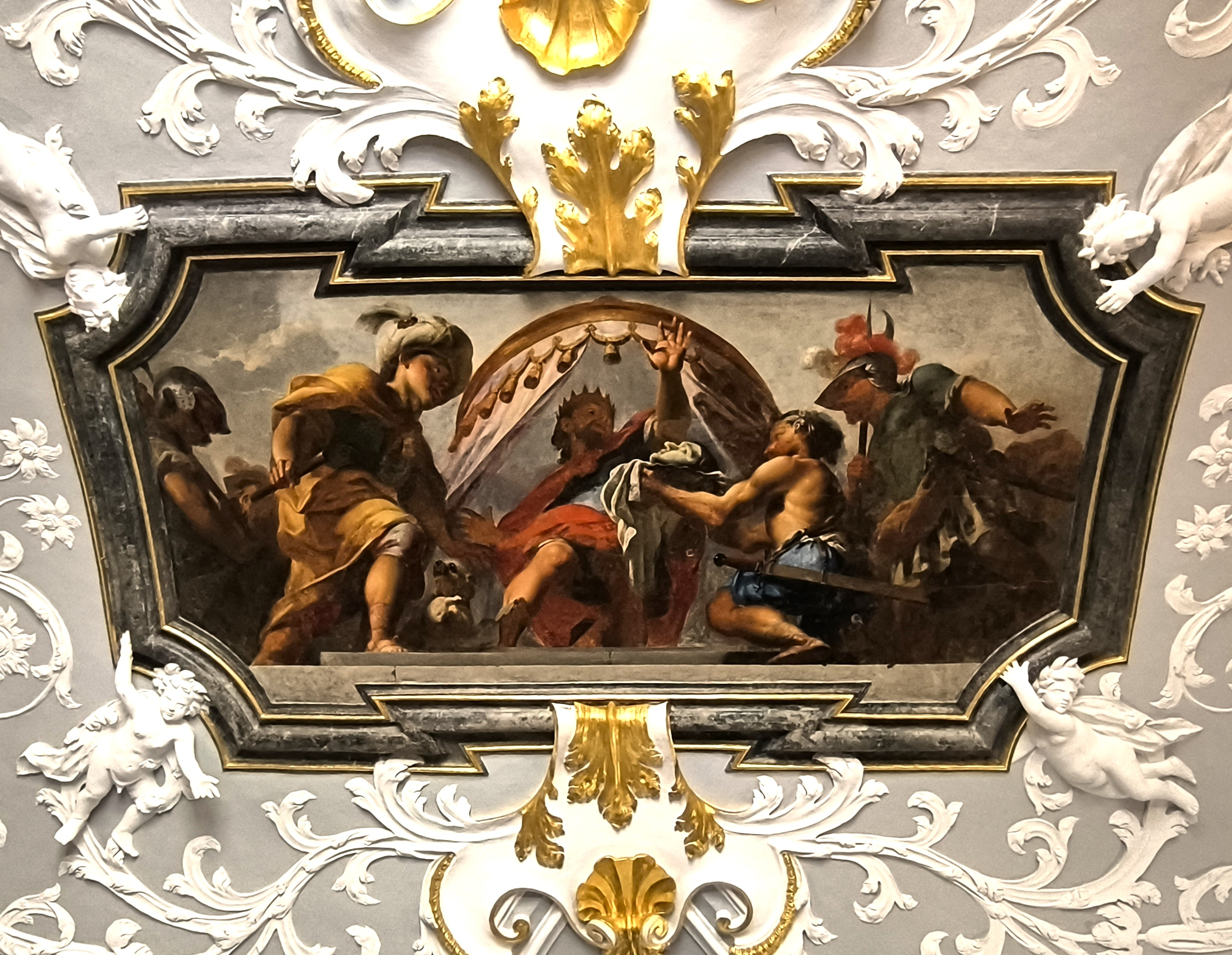
Petr Brandl: Král David, olejomalba na stropě sálu (1699)

Čtyřkřídlá třípatrová stavba kolem přibližně čtvercového dvora má ve vstupním (jižním) průčelí předsunutou hranolovou věž, odstupněnou dvěma ochozy s cimbuřím. Menší šestiboká věž je předsunutá v severovýchodním nároží. Severozápadní partie zámku jsou jen dvoupatrové. Střídmá novogotická dekorace fasád se skládá z trojbokých štítů a drobných věžiček v nároží.    
Interiéry jsou zaříženy dobovým mobiliářen a nádobím, které do původního inventáře zámku nepatřily. Z původních výtvarných děl zapůjčil Národní památkový ústav šest portrétů členů rodiny Lažanských ze 17.–19. století, dvě krajinomalby a vedutu zámku po novogotické přestavbě. 
Nejcennější z výzdoby je barokní nástropní olejomalba Petra Brandla: scéna s králem Davidem, jemuž je přinesena uťatá hlava jeho syna Ammona. Brandl zde namaloval tuto jedinou dochovanou olejomalbu do omítky roku 1699, když pracoval pro Václava Josefa a Marii Gabrielu Lažanské v nedalekém Manětíně. 
Osobnost Prokopa IV. Lažanského, jeho pobyt v africké Rhodesii (nyní Zimbabwe) a loveckou vášeň připomíná sbírka loveckých trofejí afrických zvířat z pozůstalosti jiného českého lovce, profesora MUDr. Václava Rubešky.    

## Pobyt a památka Karla Čapka

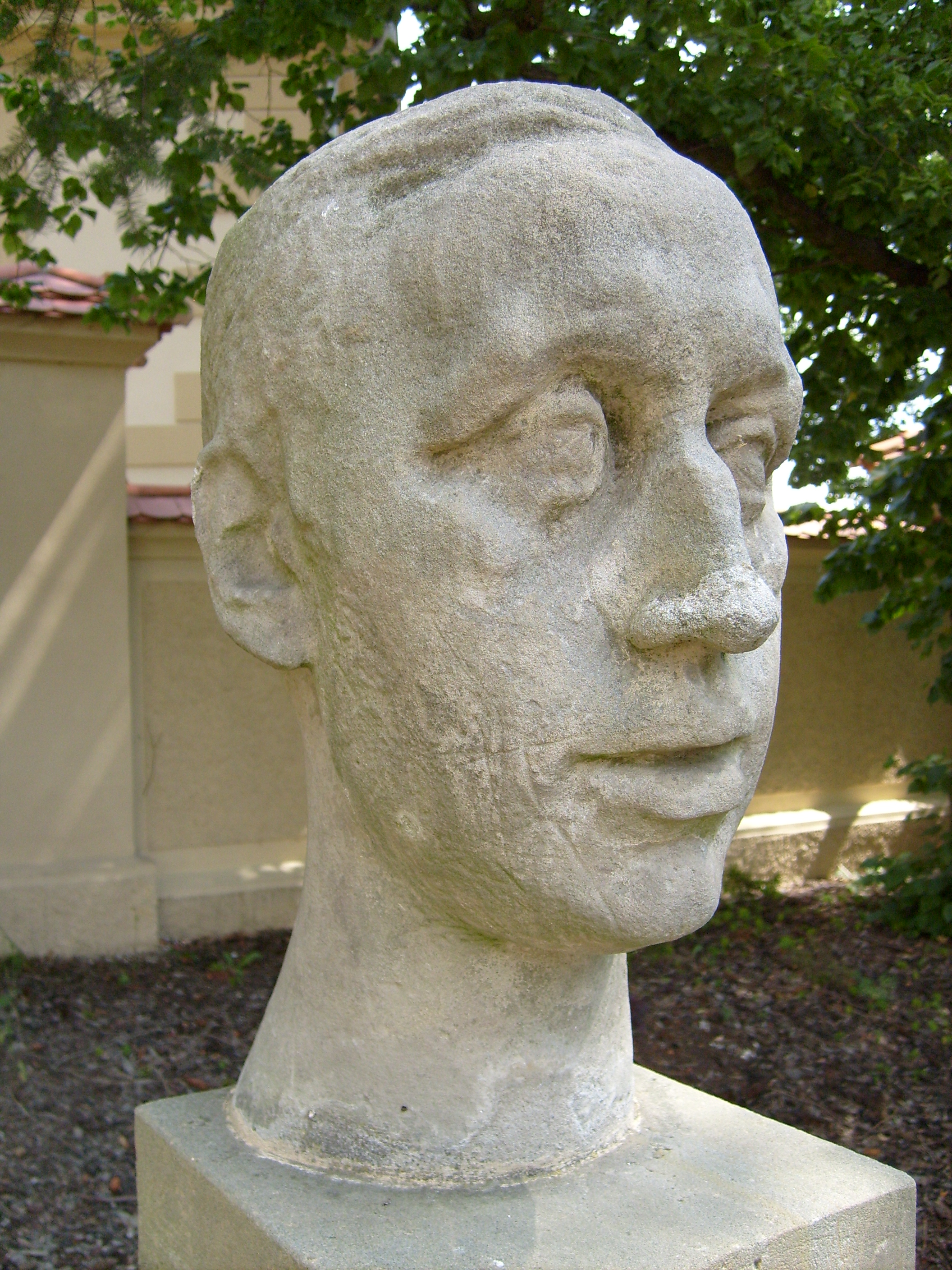
Čapkova busta od Josefa Adámka

V roce 1917 intelektuál JUDr. Vladimír Lažanský hledal na zámek v Chyši vychovatele pro svého tehdy třináctiletého syna Prokopa (IV.). Angažoval budoucího spisovatele Karla Čapka, který zde po ukončení univerzitních studiích získal první zaměstnání a ubytování. Jeho tehdejší pokoj je součástí expozice.
Během krátkého pobytu na zámku Čapek nic nenapsal, ale  prostředí a okolí ho inspirovaly tak, že se promítly do jeho budoucí tvorby: románu Krakatit, divadelní hry Věc Makropulos a povídek Modrá chryzantéma a Na zámku. Hrdina románu Krakatit se jmenuje Prokop, ve věžní místnosti zámku podle pověsti bydlela stará dáma, která sice vypila elixír mládí, ale skončila jako obyčejný smrtelník, a její duch v místnosti přetrvává a bloudí dodnes. K napsání povídky Modrá chryzantéma z Povídek z jedné kapsy, která se odehrává v nedalekém Lubenci, inspiroval autora zámecký zahradník. Podle povídky knížecí zahradník objevil v Lubenci světově unikátní modré chryzantémy. Pointou téhle povídky může být skutečnost, že od té doby se kraji kolem Lubenecka říká „kraj modré chryzantémy“, ačkoliv se tu (ani jinde) žádná modrá chryzantéma nikdy nevyskytovala.
Roku 1967 byla před zámkem odhalena busta Karla Čapka, připomínající jeho zdejší pobyt. Je dílem akademického sochaře Josefa Adámka, na soklu od architekta Jaroslava Zbořila.
Spisovatelka Marie Šulcová. která se zabývala životem a dílem bratří Čapků, v knize Kruh mého času zpracovala chyšskou epizodu v životě Karla Čapka. Využila vzpomínky tehdy ještě žijících pamětníků, početné archívní materiály i odkaz na tehdejší výbuch muniční továrny v Plzni, což se později promítlo do románu Krakatit.
O pobytu mladého Karla Čapka na zámku a jeho inspiraci také pojednává v nadsázce  televizní příběh Chyše aneb o plnosti času a věčném životě, 7. díl II. řady cyklu České televize Historické minipříběhy a kuriozity v režii Pavla P. Riese.

## Návštěvnost
| Rok  | Počet návštěvníků |
| ---- | ----------------- |
| 2015 | 5 726             |
| 2016 | 8 243             |
| 2017 | 10 152            |

## Galerie

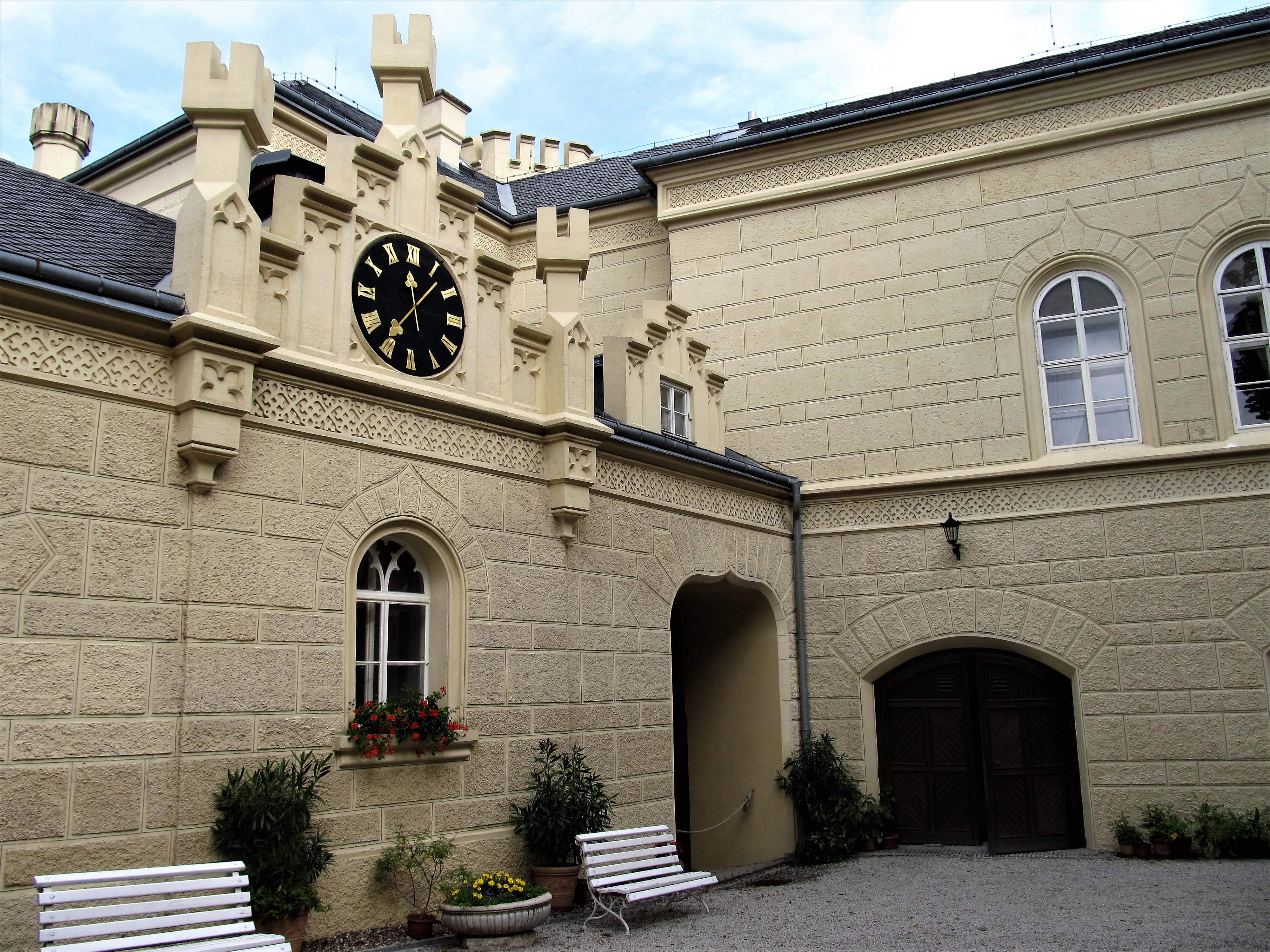
Nádvoří
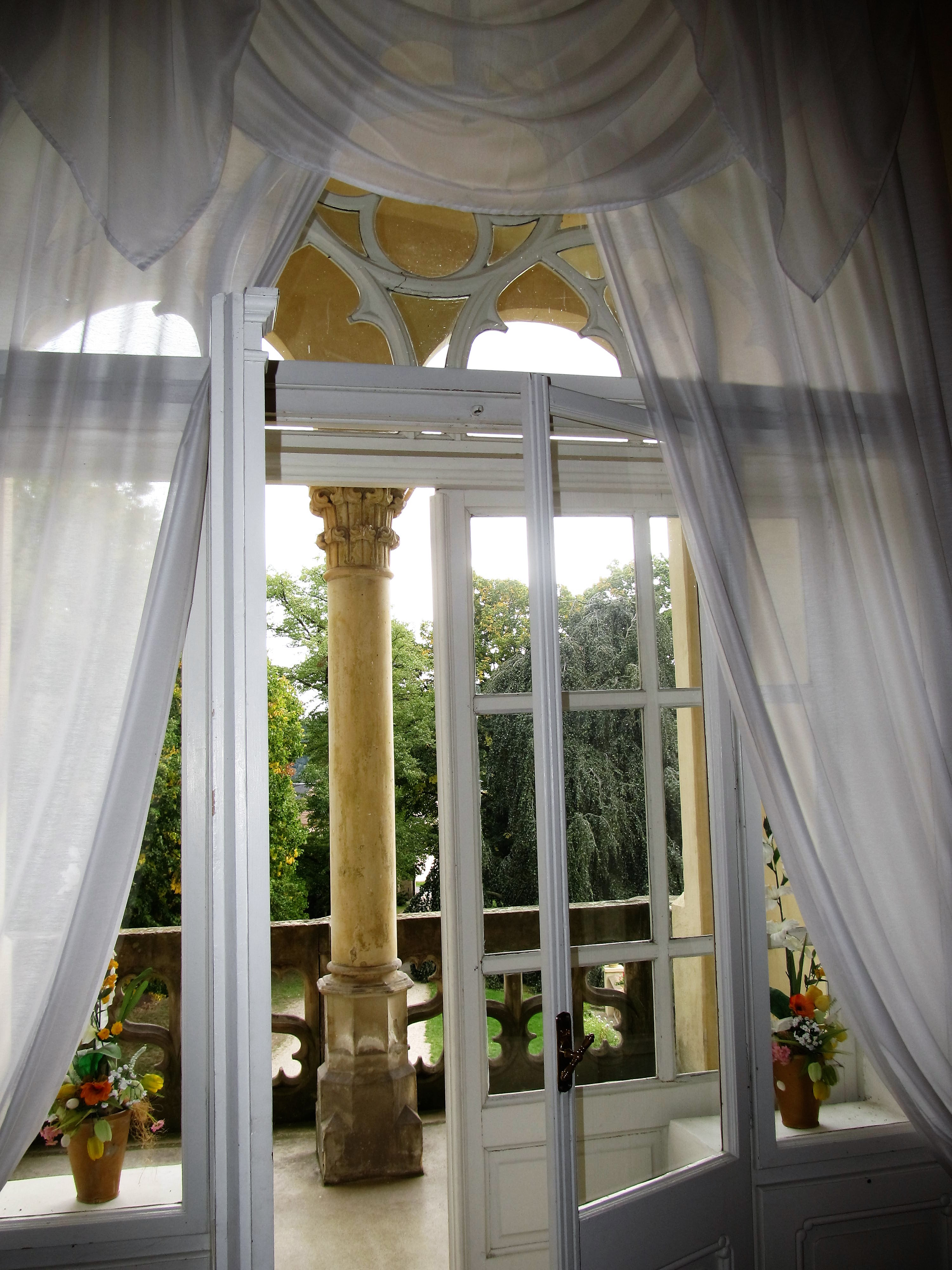
Výhled z ložnice do parku
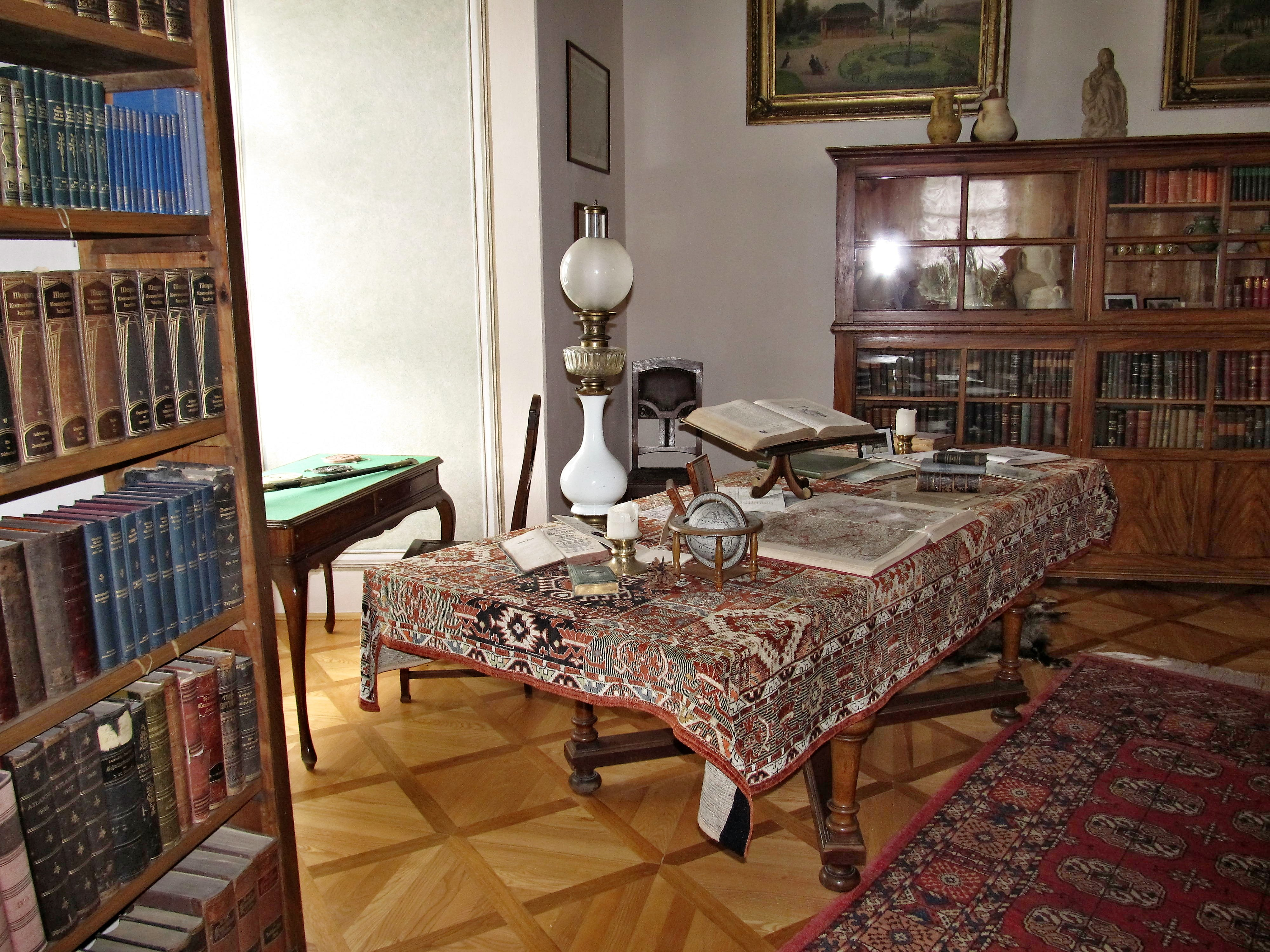
Zámecká knihovna
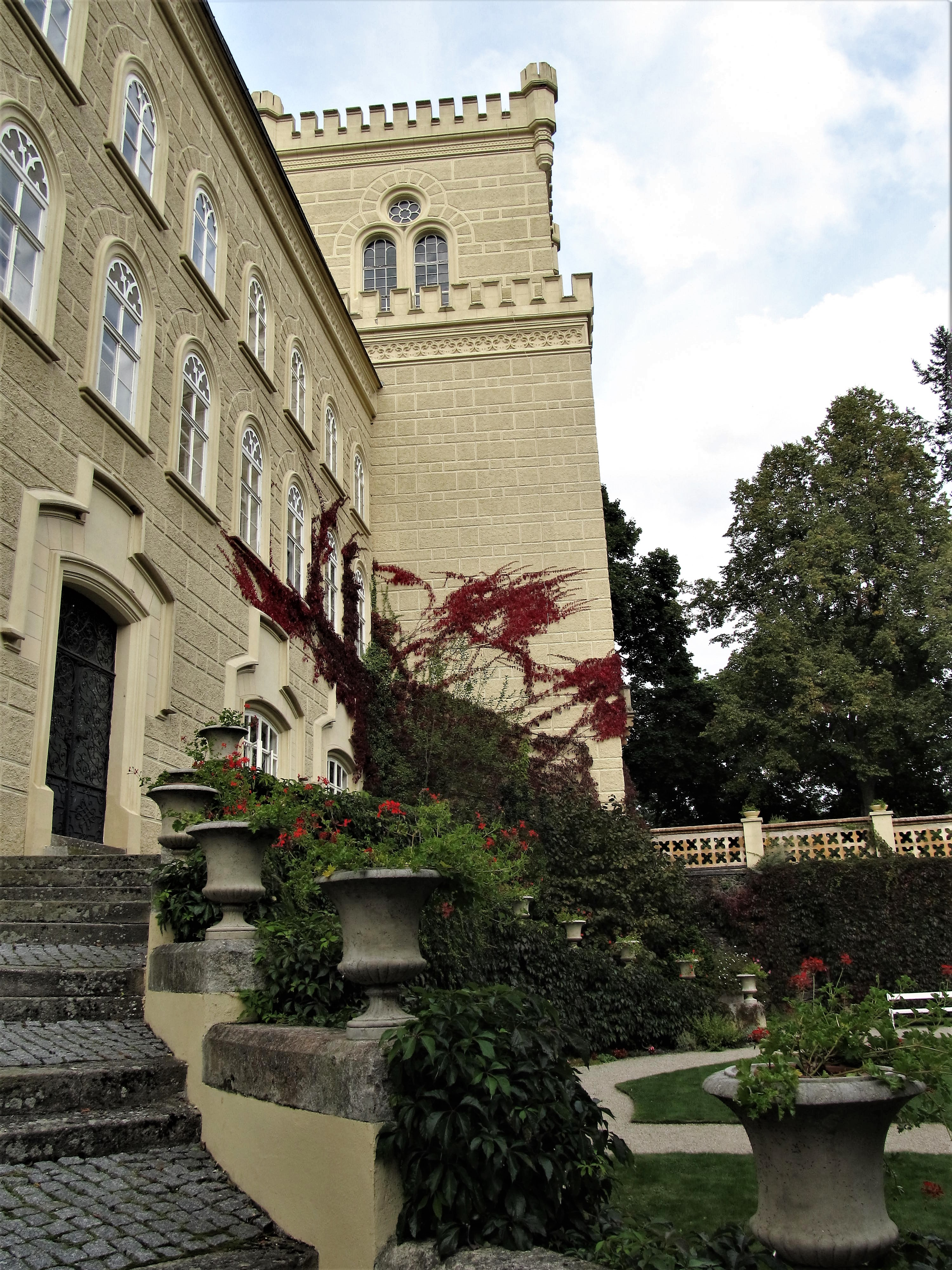
Vstupní průčelí zámku
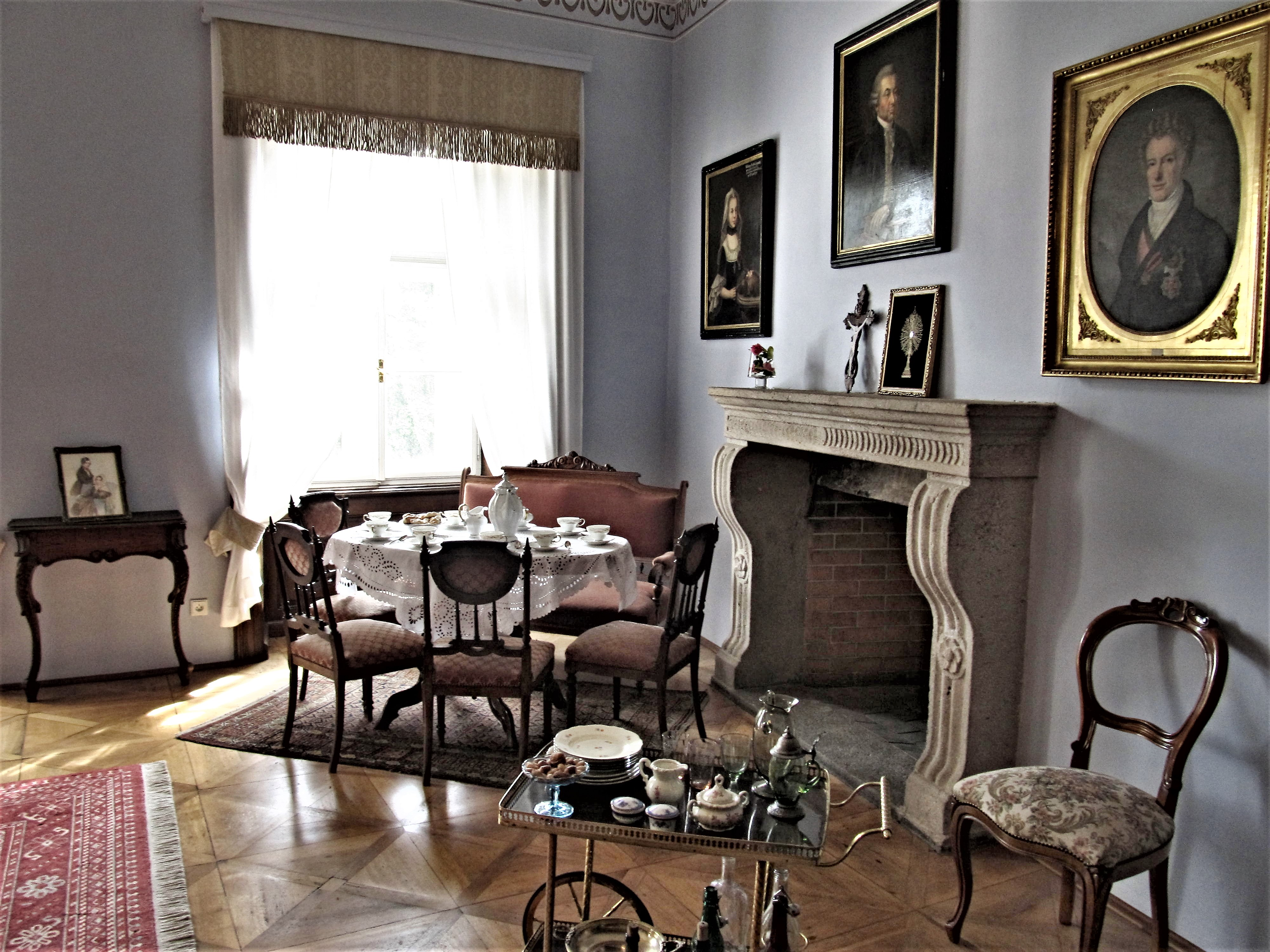
Zámecký interiér
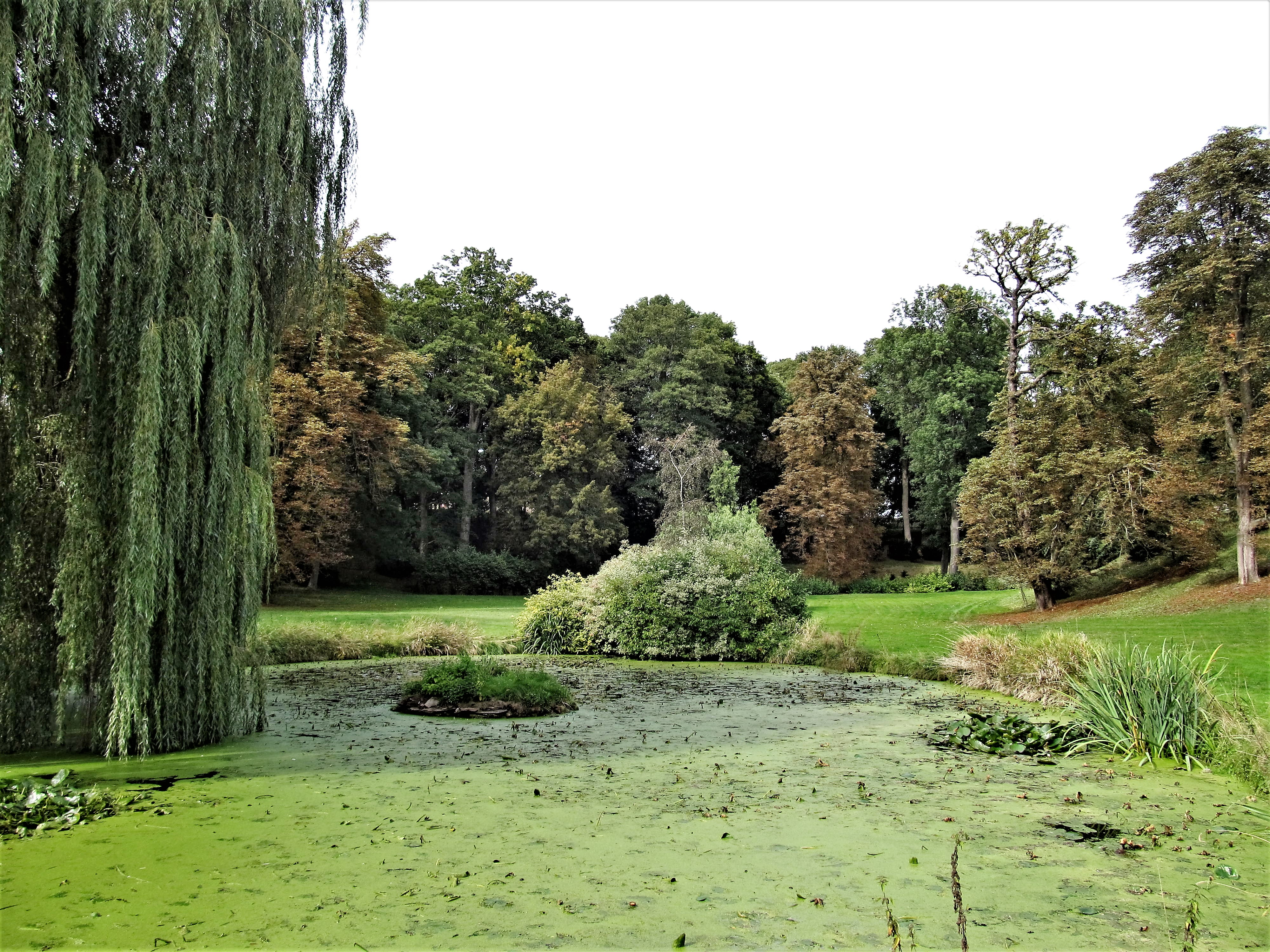
Zámecký park